# Rumbledethumps

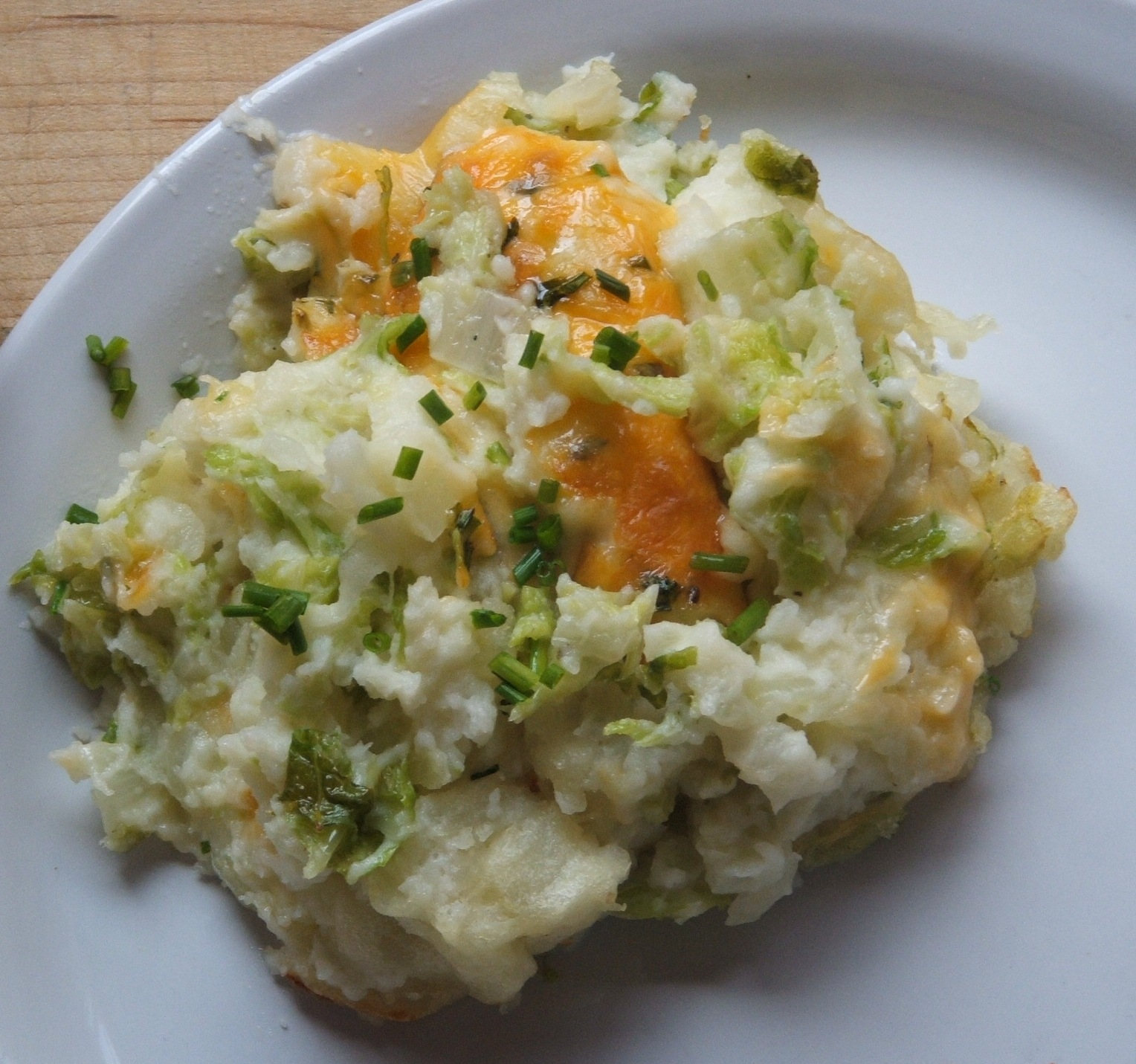
Eine Portion Rumbledethumps

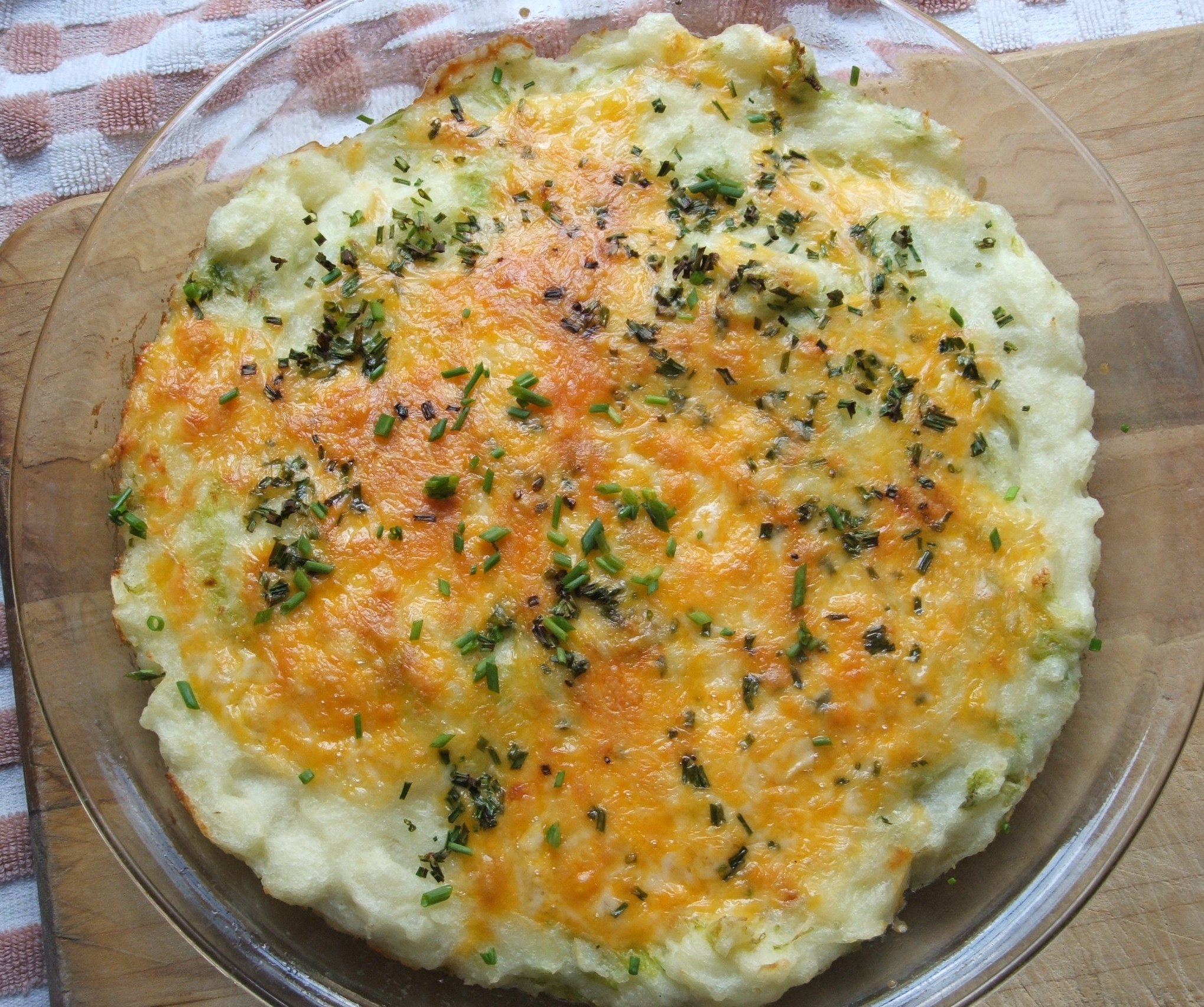
Das Gericht frisch aus dem Ofen

Rumbledethumps ist ein traditionelles Gericht aus der Scottish-Borders-Region in Großbritannien. Die Hauptzutaten sind Kartoffeln, Kohl und Zwiebeln. Genauso wie das irische Colcannon oder das englische Bubble and Squeak wird es entweder als Beilage oder Hauptgericht gegessen.

## Zubereitung
Zwiebeln und Kohl werden zerkleinert und kurz in Butter sautiert, bis die Zwiebeln glasig sind und der Kohl weich ist. Dann werden zerstampfte Kartoffeln mit Butter, Salz und Pfeffer hinzugefügt und alles gut miteinander verrührt. Diese Mischung wird dann in eine ofenfeste Auflaufform gefüllt, gegebenenfalls mit Cheddar oder einer ähnlichen Käsesorte bestreut und gebacken, bis die Oberfläche goldgelb gebräunt ist.

## Varianten
Ein ähnliches Gericht aus Aberdeenshire heißt Kailkenny, in dem anstatt Butter Sahne für den Kartoffelmix verwendet wird.

## In der Öffentlichkeit
Im Januar 2009 steuerte Gordon Brown ein Rumbledethumps-Rezept für ein Kochbuch der Donaldson’s School for the Deaf (eine Schule für Gehörlose) bei, wobei er aussagte, dies sei sein Lieblingsgericht.
In der vierten Staffel der BBC-Fernsehserie „Great British Menu“ im Jahre 2009 wurde das Gericht ebenfalls vorgestellt und von Koch Tom Kitchin zubereitet.

## Ähnliche Gerichte in anderen Ländern
- Bubble and Squeak aus England
- Colcannon aus Irland
- Pyttipanna aus Schweden
- Stamppot aus den Niederlanden